# Paul Jules Mancini
Pour les articles homonymes, voir Mancini.
Paul Jules Mancini (1636-18 juillet 1652), fils de Geronima Mazzarini et du baron Michele Mancini et neveu de Mazarin, frère de Laure-Victoire, Olympe, Marie, Philippe, Hortense, Alphonse et Marie Anne Mancini.

## Biographie
Proche ami de Louis XIV et capitaine de chevau-légers, il fut mortellement blessé, le 2 juillet 1652, lors de la bataille du faubourg Saint-Antoine à Paris à la fin de la Fronde.
Le jeune roi le pleura sincèrement.